# Ori and the Blind Forest
Ori and the Blind Forest è un videogioco a piattaforme del 2015 sviluppato da Moon Studios e pubblicato da Microsoft Studios per Microsoft Windows e Xbox One.
Nel 2016 viene distribuita la Definitive Edition del gioco. Nel 2019 ne è stata prodotta una conversione per Nintendo Switch.
Il gioco ha ricevuto un seguito dal titolo Ori and the Will of the Wisps pubblicato il 7 marzo 2020.

## Trama
La voce dell'Albero Spirito nella foresta di Nibel racconta la storia di quando Ori, uno spirito guardiano, cadde dai suoi rami durante una tempesta e, ancora neonato, fu adottato da una creatura chiamata Naru, che crebbe Ori come fosse suo figlio. Presto però un cataclisma fa appassire la foresta e Naru muore di fame. Ora orfano, Ori si addentra da solo nella foresta corrotta. Dopo essere svenuto ai piedi dell'Albero Spirito ed essere stato salvato dallo stesso, Ori incontra Sein, un piccolo globo di luce che lo guida nel viaggio per salvare la foresta dal cataclisma. Sein chiede ad Ori di recuperare la luce di tre elementi che supportano l'equilibrio di Nibel: Acqua, Vento e Calore.
Ori e Sein incontrano due creature durante la loro impresa: Gumo, l'ultimo sopravvissuto del clan dei ragni Gumon, che furono annientati dal cataclisma e la cui casata protegge l'elemento del Vento; e Kuro, un oscuro gufo gigante ostile ad Ori. Gumo inizialmente ruba la chiave per l'elemento dell'Acqua, ma la restituisce dopo che Ori lo salva da una frana. Dopo che l'elemento del Vento viene ristabilito, Ori e Sein trovano il nido di Kuro, vuoto eccetto per un unico uovo, e comprendono la ragione della sua rabbia e del cataclisma abbattuto sulla foresta: quando Ori cadde dal ramo, l'Albero Spirito rilasciò una luce per cercarlo, che bruciò e uccise i piccoli di Kuro (in quanto a Nibel ci sono delle razze intolleranti alla luce) mentre lei si trovava lontana dal nido alla ricerca di cibo. Determinata ad evitare che la stessa disgrazia colpisca l'unico uovo sopravvissuto, Kuro rimosse il nucleo vitale in cima all'Albero Spirito, che si rivela essere Sein. Senza il suo nucleo l'Albero Spirito non può equilibrare i tre elementi e Nibel cadde in rovina. Nel frattempo, Gumo origlia Ori e Sein mentre decidono di ristabilire Nibel e utilizzare il tesoro del suo clan per riportare in vita Naru e ricondurla da Ori.
Dopo che l'ultimo elemento, Calore, viene ripristinato nel vulcano del monte Horu, Kuro attacca Ori e Sein mentre il fuoco comincia a propagarsi e ad avvolgere Nibel nelle fiamme. Naru, che era stata allontanata da Gumo, appare per proteggere Ori da Kuro. Kuro si intenerisce, ricordandosi del dolore della perdita dei suoi figli. Mentre il fuoco si propaga e sta per raggiungere il suo uovo, Kuro riporta Sein all'Albero Spirito, venendo travolta e dissolta dalla luce. Quando la pace e la tranquillità ritornano, Ori vede altri della sua razza nascere, mentre Gumo e Naru osservano la scena assieme da lontano, e poi questa ritorna a casa, dove è custodito l'uovo di Kuro, appena in tempo per vederlo schiudere.

## Modalità di gioco
La Definitive Edition include nuove zone segrete, una mappa leggermente ampliata, nuove abilità per il giocatore e nuovi livelli di difficoltà.

## Accoglienza
| Testata                        | Versione    | Giudizio |
| ------------------------------ | ----------- | -------- |
| Metacritic (media al 27/08/21) | Xbox One    | 88/100   |
| Metacritic (media al 27/08/21) | Xbox Series | 88/100   |
| Metacritic (media al 27/08/21) | N. Switch   | 90/100   |
| Metacritic (media al 27/08/21) | PC          | 88/100   |
| OpenCritic (media al 27/08/21) | varie       | 90/100   |

### Premi
| Anno | Premio               | Categoria                                             | Risultato       | Note  |
| ---- | -------------------- | ----------------------------------------------------- | --------------- | ----- |
| 2015 | The Game Awards 2015 | Miglior videogioco indipendente                       | Candidato/a     | [ 6 ] |
| 2015 | The Game Awards 2015 | Miglior direzione artistica                           | Vincitore/trice | [ 6 ] |
| 2015 | The Game Awards 2015 | Miglior colonna sonora                                | Candidato/a     | [ 6 ] |
| 2015 | The Game Awards 2015 | Miglior videogioco d'avventura dinamica               | Candidato/a     | [ 6 ] |
| 2016 | Dice Awards 2016     | Game of the Year                                      | Candidato/a     | [ 7 ] |
| 2016 | Dice Awards 2016     | Adventure Game of the Year                            | Candidato/a     | [ 7 ] |
| 2016 | Dice Awards 2016     | Outstanding Achievement in Animation                  | Vincitore/trice | [ 7 ] |
| 2016 | Dice Awards 2016     | Outstanding Achievement in Art Direction              | Vincitore/trice | [ 7 ] |
| 2016 | Dice Awards 2016     | Outstanding Achievement in Sound Design               | Candidato/a     | [ 7 ] |
| 2016 | Dice Awards 2016     | Outstanding Achievement in Original Music Composition | Vincitore/trice | [ 7 ] |